# Благодарненський район
Благодарненський район (рос. Благодарненский район) — адміністративна одиниця Росії, Ставропольський край. До складу району входять 1 міське поселення і 13 сільських поселень.